# Mattiastrum dieterlei
Mattiastrum dieterlei är en strävbladig växtart som beskrevs av F. Sadat. Mattiastrum dieterlei ingår i släktet Mattiastrum och familjen strävbladiga växter. Inga underarter finns listade i Catalogue of Life.